# Levoča, Spišský hrad a památky okolí
Levoča, Spišský hrad a památky okolí (slovensky Levoča, Spišský hrad a pamiatky okolia, anglicky Levoča, Spiš Castle and the associated cultural monuments) je název souboru kulturních památek Slovenska, který je od roku 1993 zapsán v Seznamu Světového dědictví UNESCO. Jde o jedinečný komplex památek mimořádné kulturní a historické hodnoty, nacházející se na katastrálních územích několika měst a obcí okresů Levoča a Spišská Nová Ves v Prešovském a Košickém kraji.

## Levoča
Levoča se svým historickým jádrem představuje unikátní komplex architektonických památek gotiky a renesance seskupených na největším středověkém náměstí v Evropě. Centrum obehnané 2,5 km dlouhými městskými hradbami, se zachovalými měšťanskými domy i veřejnými budovami si do současnosti zachovalo středověký ráz. Nejvýznamnějšími památkami jsou:
- Chrám svatého Jakuba, unikátní gotická sakrální stavba ze 14. století s jedinečnou výzdobou a nejvyšším gotickým oltářem na světě (výška 18,62 metru) od Mistra Pavla z Levoče, národní kulturní památka
- Radnice, pocházející z 15. - 17. století. Patří k vrcholným stavbám světské renesanční architektury na Slovensku
- Evangelický kostel z první poloviny 19. století
- Thurzův dům, renesanční stavba s nádhernou novorenesanční sgrafitovou výzdobou
- Klec hanby (pranýř) ze dne 16. století
- Několik měšťanských domů a veřejných budov (např. Župní dům, Krupekov dům, Hainov dům, Mariássyho dům, Waaghaus)

## Spišský hrad
Hrad, s rozlohou více než čtyři hektary patřící k největším hradním komplexům ve střední Evropě, se nápadně vyjímá na rozlehlé vyvýšenině na hlavním silničním tahu mezi Spiší a Šariš. Jeho vznik se datuje do 11. - 12. století, kdy byl postaven na místě někdejšího paleolitického sídliště; v pozdějším období v souvislosti se změnami majitelů i funkcí byl vícekrát stavebně upravován. Významně se zapsal do dějin Uherska - v 15. století se stal sídlem Jiskrových bratříckých vojsk; 2. února 1487 se na něm narodil budoucí uherský král Jan Zápolský. Národní kulturní památka

## Spišské Podhradie
Město v okrese Levoča, jehož původ spadá do poloviny 13. století. Od počátku se vyvíjelo jako poddanská obec Spišského hradu. Po staletí to bylo městečko řemeslníků a zemědělců s omezenými právy. V jeho blízkosti se vyvíjela Spišská Kapitula, která byla v roce 1949 přičleněna pod Podhradie. Statut města nabylo v první polovině 14. století. Ve městě se zachovaly ulice obezděné původně renesančními měšťanskými domy.
Na katastrálním území Spišského Podhradí se nachází několik přírodních památek - travertinových kup (nejznámější z nich je Dreveník).

## Spišská Kapitula
Kdysi samostatná obec, dnes součást města Spišské Podhradie. Duchovní centrum Spiše, sídlo spišského probošta (od konce 12. století) a dodnes spišského biskupa. Nejvzácnější historickou památkou je románská Katedrála svatého Martina z druhé poloviny 13. století.

## Žehra
Obec v spišsko okrese, jejíž nejvzácnější historickou památkou je pozdněrománský Kostel Ducha svatého s unikátní nástěnnou výmalbou (národní kulturní památka).

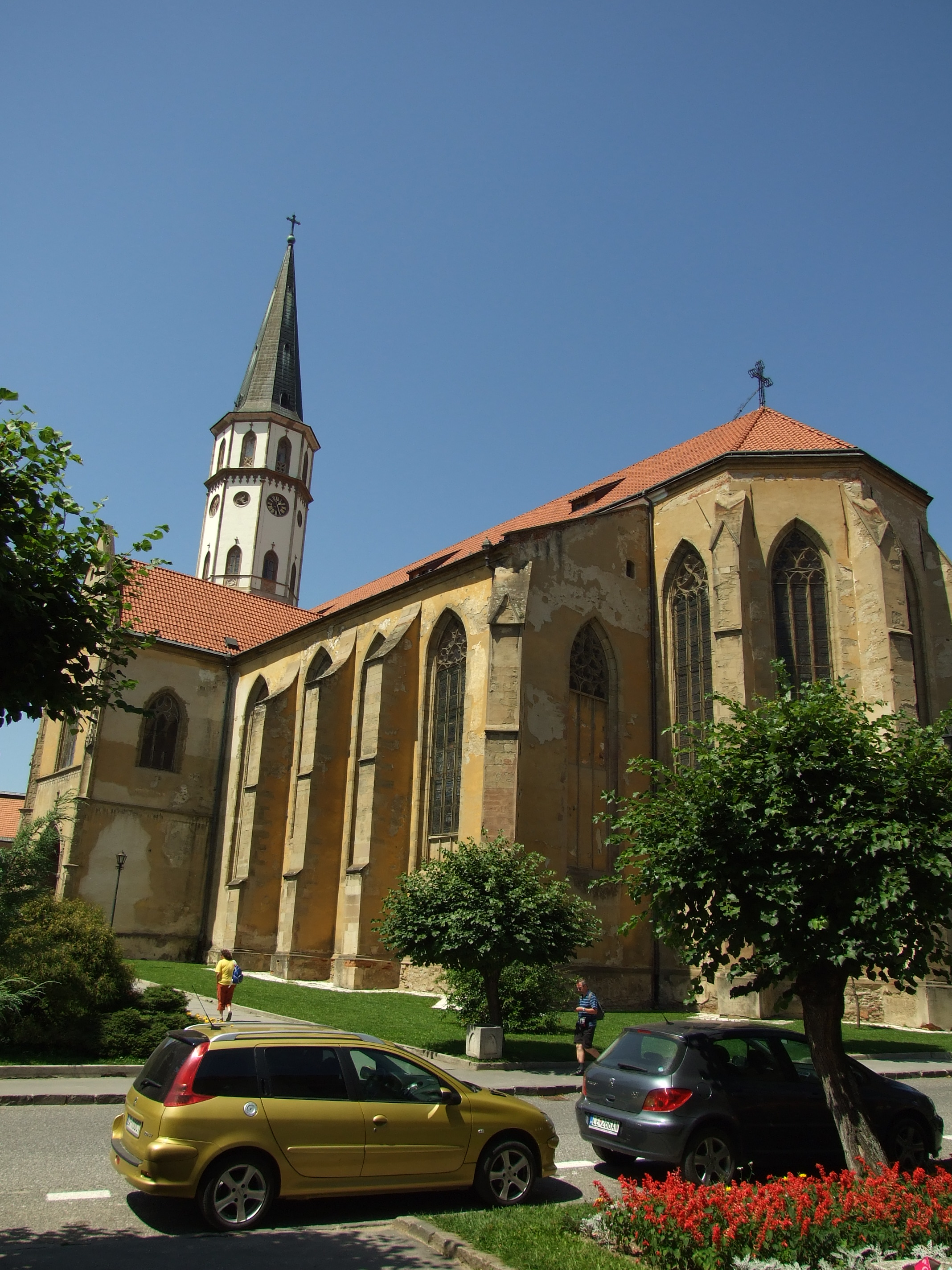
Levoča, Chrám svatého Jakuba
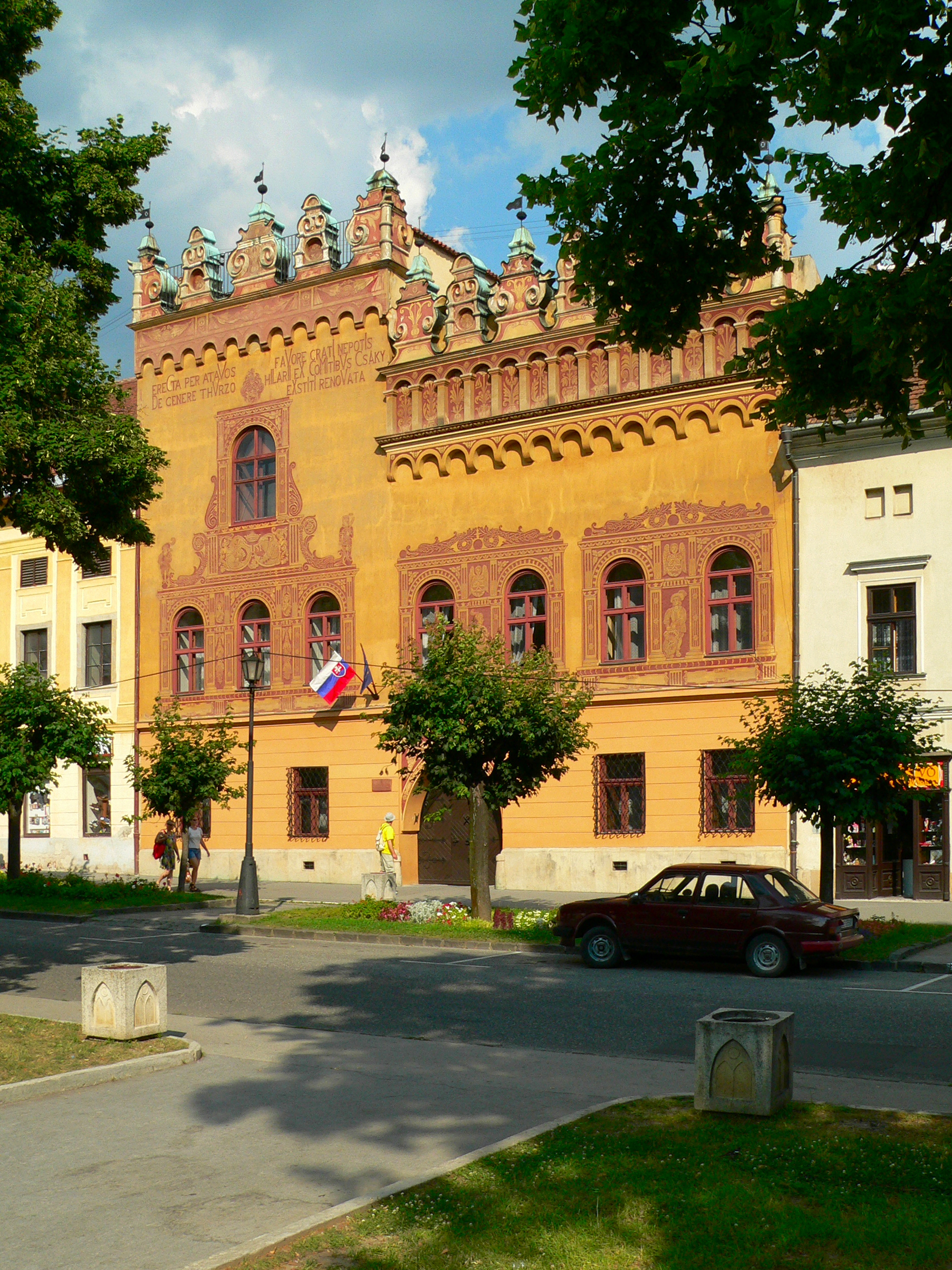
Levoča, Turzův dům
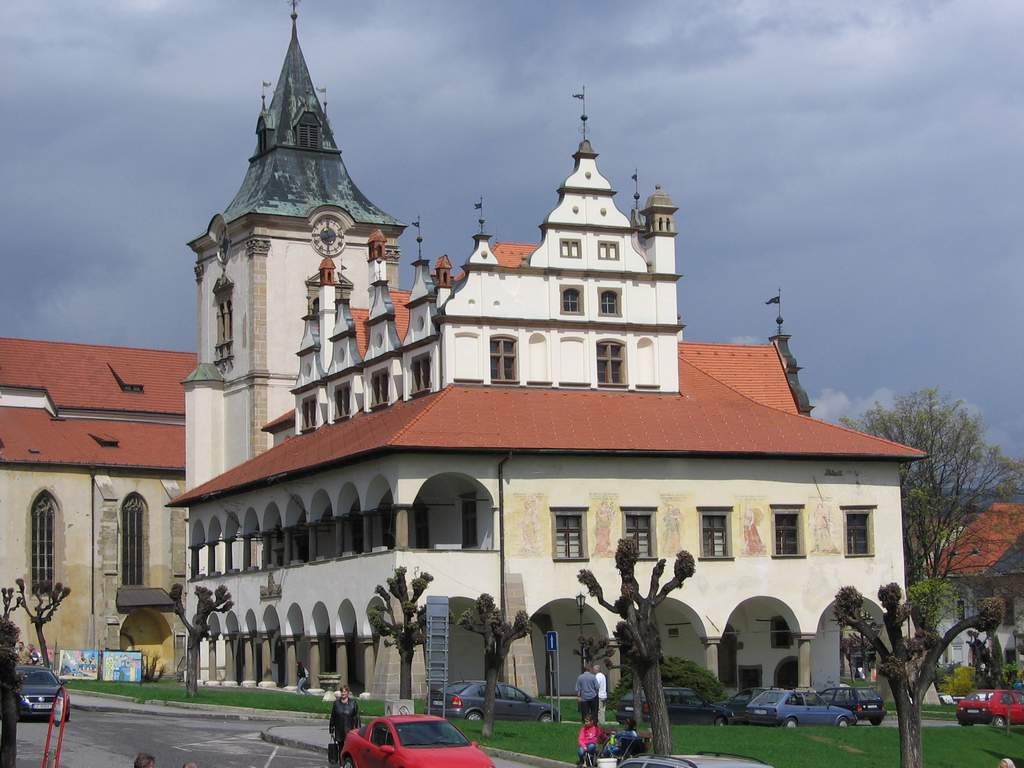
Levoča, radnice
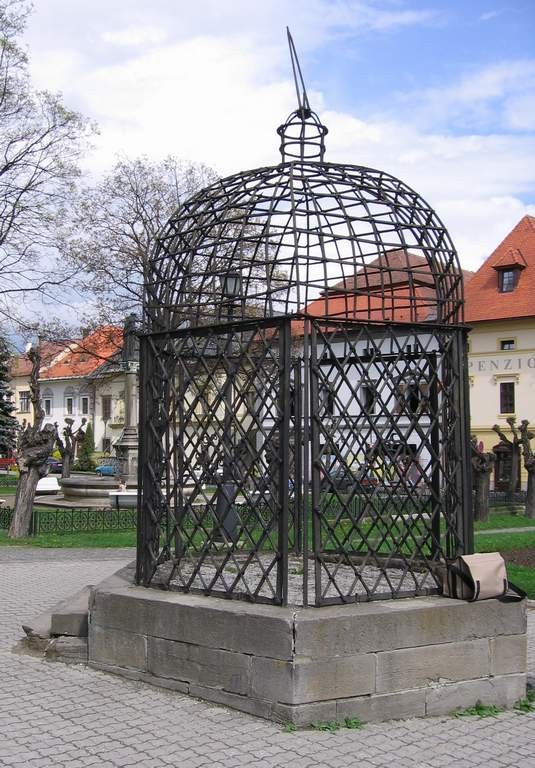
Levoča, pranýř
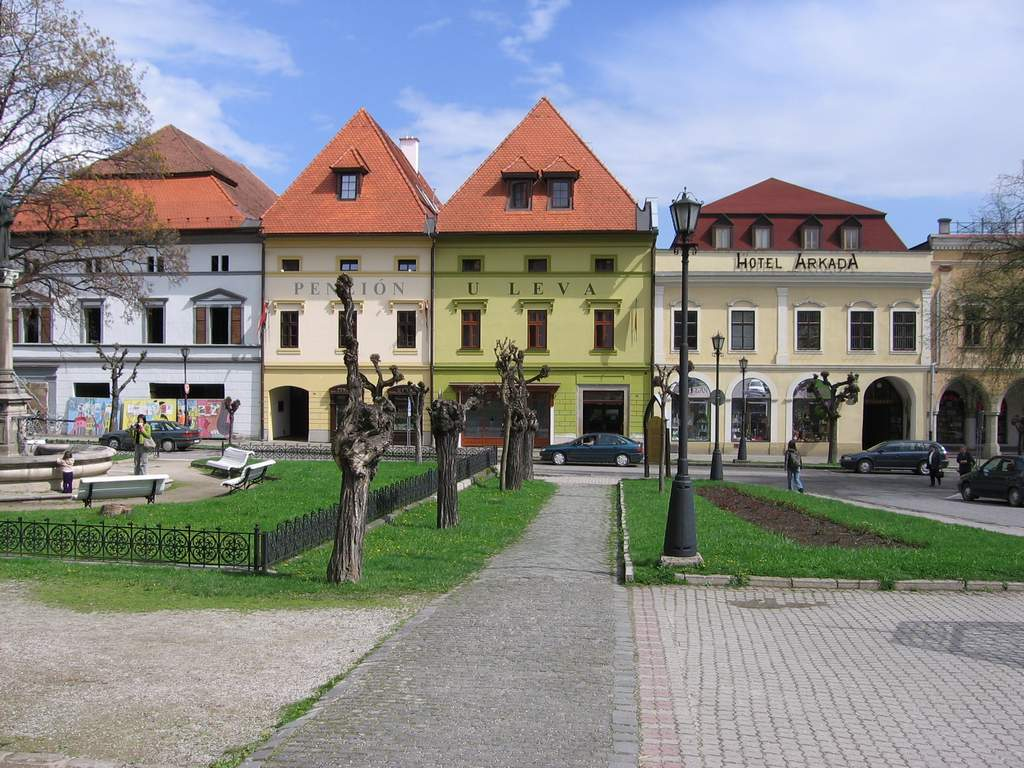
Levoča, zachovalé měšťanské domy na náměstí
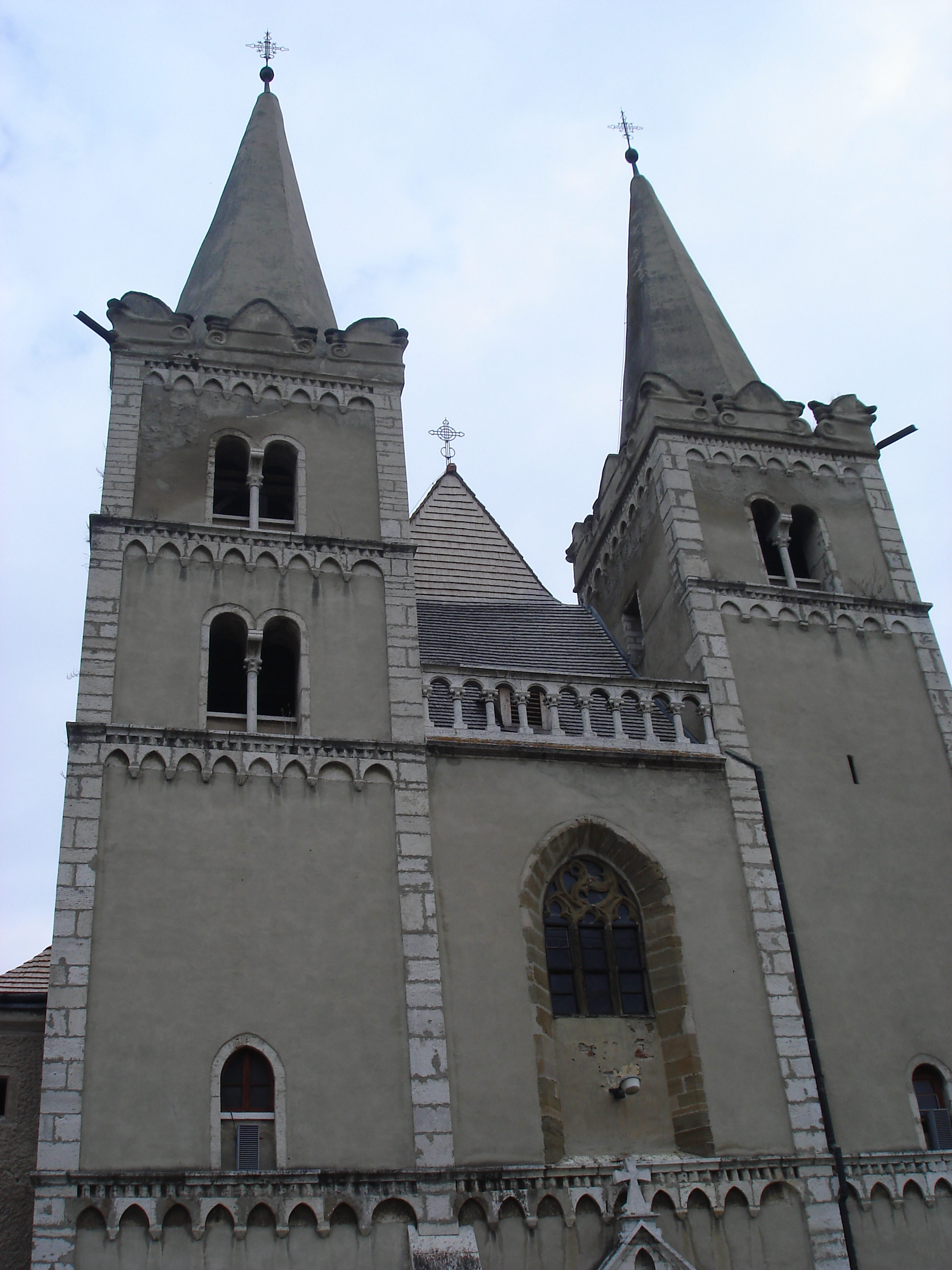
Spišská Kapitula, katedrála svatého Martina
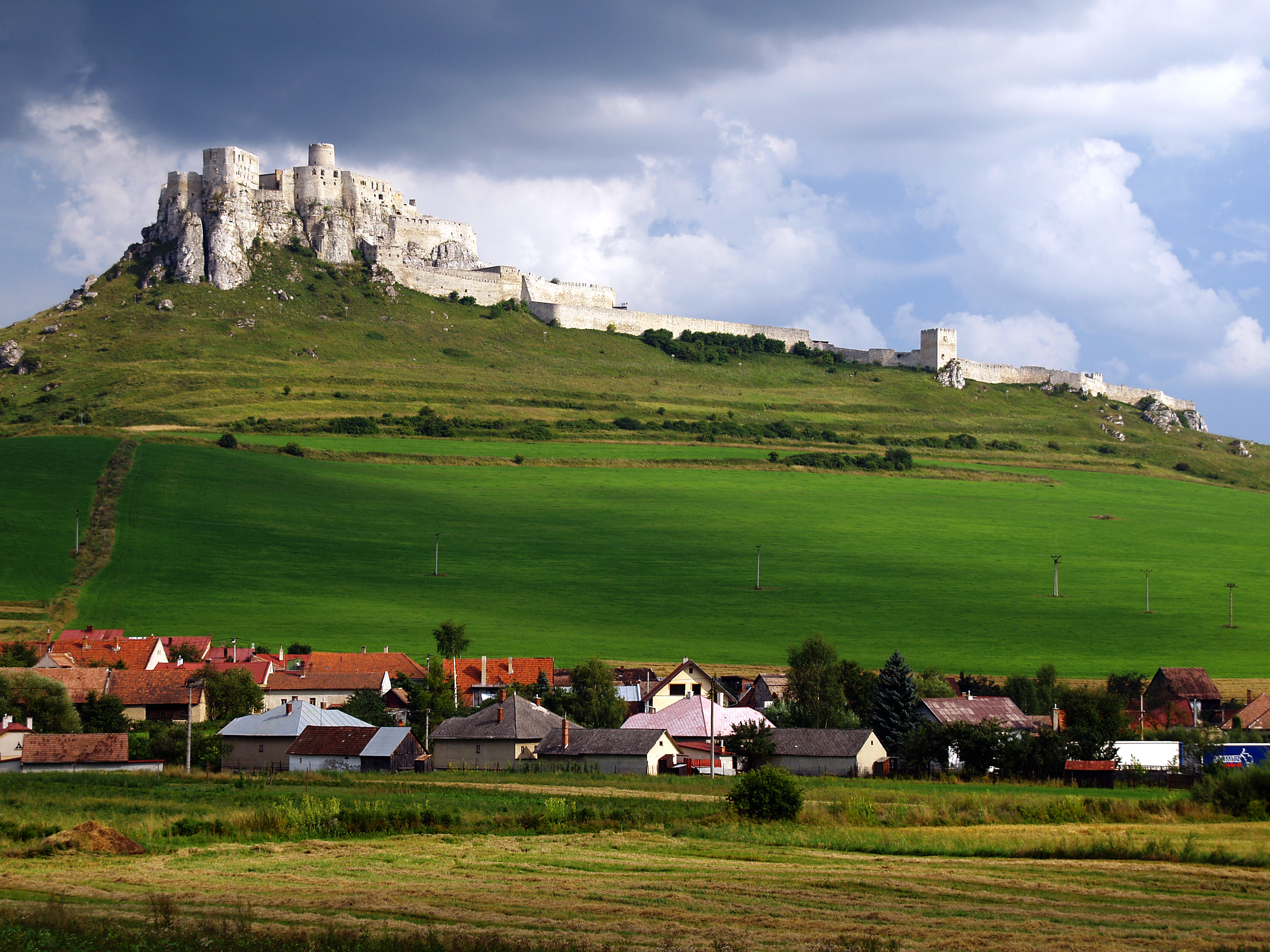
Část města Spišské Podhradie a Spišský hrad
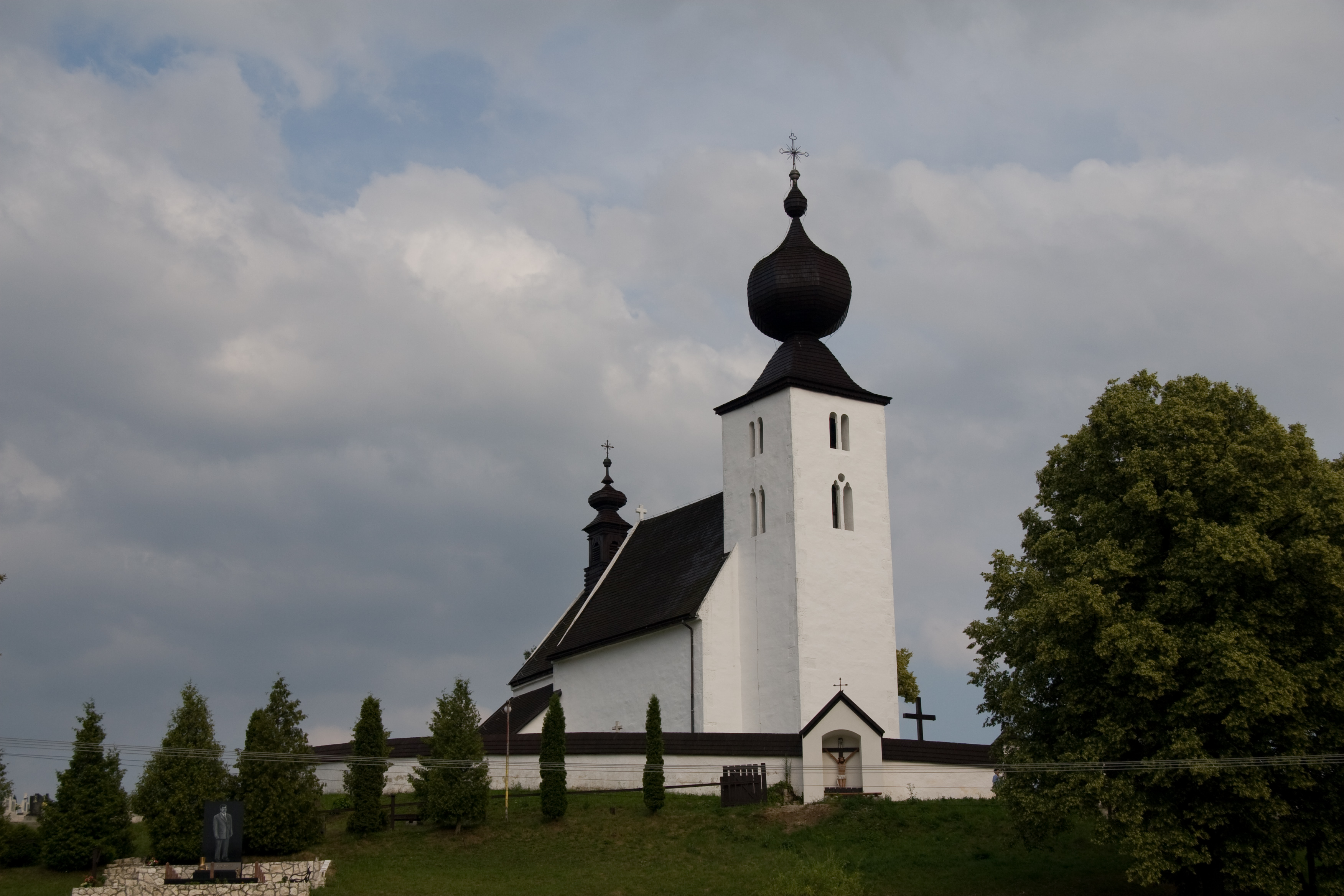
Žehra, Kostel Ducha svatého